# Idaea muricolor
Idaea muricolor là một loài bướm đêm trong họ Geometridae.